# Ornithocarpa fimbriata
Ornithocarpa fimbriata är en korsblommig växtart som beskrevs av Joseph Nelson Rose. Ornithocarpa fimbriata ingår i släktet Ornithocarpa och familjen korsblommiga växter. Inga underarter finns listade i Catalogue of Life.